# Ferlo
Ferlo és una regió i desert del centre-nord del Senegal habitada per wòlofs, sereres, fulbes i maures principalment. La superfície és de 70.000 km², quasi un terç de tot el país. Ocupa principalment la regió de Linguere (fins a 1976 part de Louga) i part de la de Matam. Creua la regió el riu Ferlo, un riu estacional i sub afluent del riu Senegal.
El clima és molt sec amb una curta temporada de pluges de menys de tres mesos (juliol a setembre), quan alguns rius aconsegueixen llavors portar aigua. Durant la temporada seca arriben forts vents del Sàhara. Degut al clima la regió està poc poblada sent la ciutat de Linguere (uns 13.000 habitants) la principal. La van afectar grans sequeres al començament dels anys 1970 i el 1983-1984, contribuint a un descens de la població.
El tinent Monteil va explorar el Ferlo el 1879.